# Culurgiones

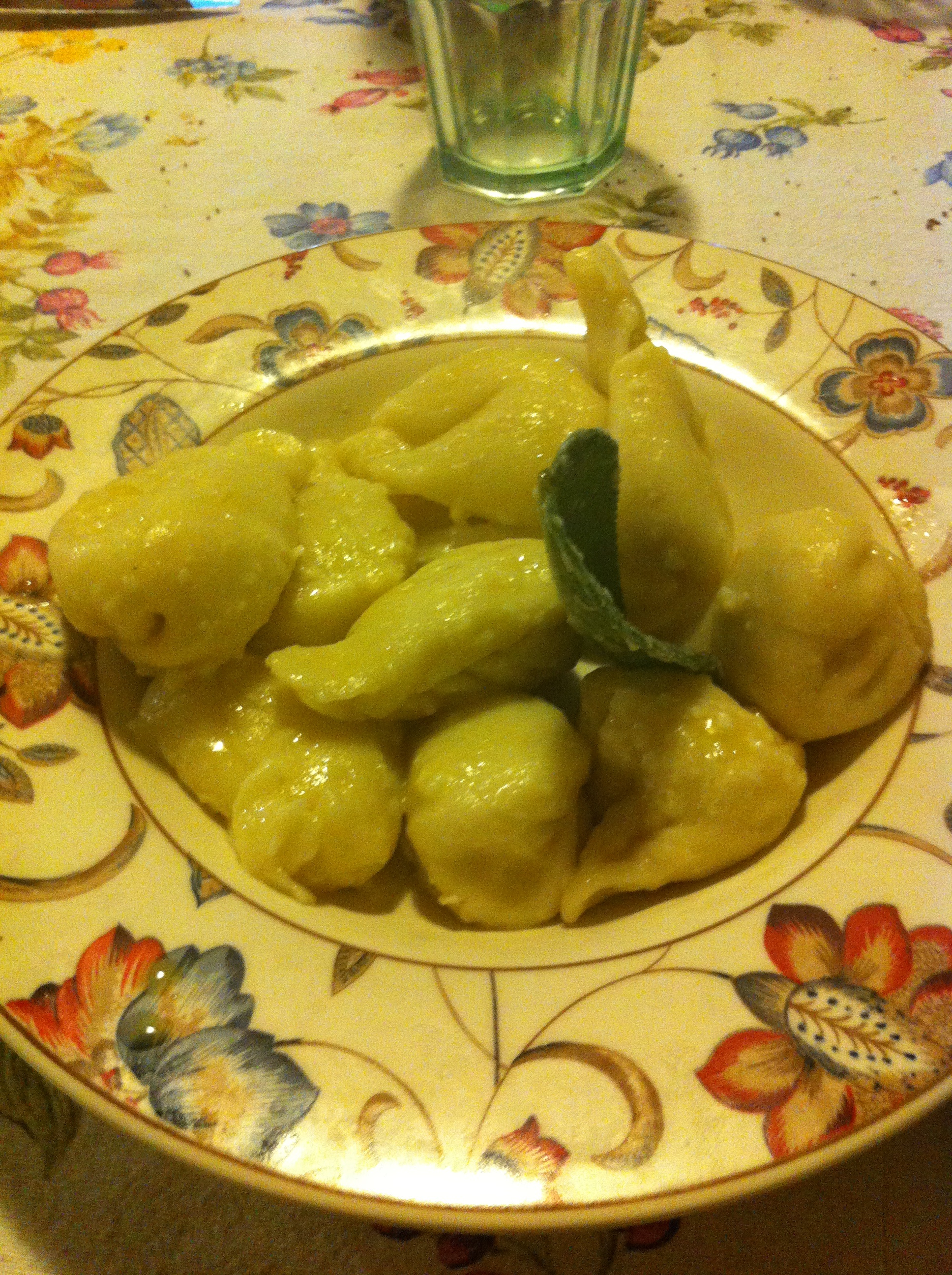
Un piatto di culurgiònes

I culurgiònis (nome in lingua sarda, detti anche culurgiònes, culurjònes, culijònis, culurzònes, in italiano culurgiòne o culurgiòni) sono una pasta ripiena di tipo raviolo della Sardegna, conosciuti anche come angiulotus, cioè agnolotti. Con questo nome si intende sia la versione a base di patate, pecorino e menta, tipica della subregione barbaricina dell'Ogliastra, sia altre che nel resto dell'isola seguono ricette diverse, come quella della Gallura, dove si aromatizza il prodotto con scorza di limone o arancia.
Dal 2015 i "Culurgionis d'Ogliastra" sono riconosciuti come prodotto IGP.

## Varianti
A seconda del paese d'origine, il piatto è presente in più varianti. Tuttavia, se non viene specificato il ripieno (ad esempio ricotta, formaggio pecorino, carne, pesce, etc), generalmente si intende la versione tradizionale dell'Ogliastra, il cui ripieno è composto da patate e che presenta la peculiare chiusura a forma di spiga. Talvolta vengono chiamati con la dicitura integrale, ovvero culurgionis de patatas (ravioli di patate), per differenziarli dagli altri tipi, ad esempio quelli prodotti nella zona del Campidano o del Sulcis, generalmente con una una farcitura a base di ricotta e spinaci, o bietole, e in alcune varianti anche con l'aggiunta di zafferano, o di scorze di arancia e un po' di zucchero.
Nell'Ogliastra e nelle zone interne (tra cui Sadali, al confine con l'Ogliastra, dove si organizza un'interessante sagra di degustazione nel mese di agosto) vengono preparati con pasta fresca di semola di grano duro e un ripieno di pecorino sardo (fresco di uno o due giorni, come a Talana, o stagionato in altri paesi), oppure con ripieno di patate, aglio e menta come a Gairo, Bari Sardo, e Ulassai. A Bari Sardo e a Ulassai insieme al pecorino si mette su casu amurgiau (Bari Sardo) o fiscidu (Ulassai), un particolare formaggio acido messo in salamoia, e il culurgione viene chiuso con le dita in modo da formare una piccola spiga. Ad Ulassai, ancora oggi, spesso si sostituisce l'olio extravergine d'oliva con il peritoneo del capretto, in sardo sa nappa. A Jerzu la menta viene sostituita da sa nepidedda, nepitella. 
Il culurgione viene poi cotto in acqua bollente e condito con olio d'oliva, ultimamente col sugo di pomodoro e pecorino grattugiato. La chiusura a spighitta da entrambi i lati è una caratteristica di Jerzu, Talana, Urzulei, Bari Sardo e Ilbono.
In tutta l'Ogliastra montana il ripieno contiene rigorosamente l'aglio, mentre nell'Ogliastra costiera la cipolla soffritta, tranne nei centri di Barisardo e Tertenia dove si usa l'aglio. 
I culurzones della Barbagia di Ollolai, importati sempre dall'Ogliastra, vengono ripieni di pecorino fresco e serviti con un sugo di pomodoro e carne di maiale a cubetti, o con sugo di pomodoro e salsiccia fresca, il tutto condito da pecorino stagionato grattugiato.
A Baunei us culurgiones, come a Ulassai, non hanno la forma classica con la chiusura a spiga, ma simile a quella dei classici ravioli. A differenza di questi ultimi sono molto più grandi. La tradizionale chiusura a spiga viene comunque ampiamente utilizzata, e i culurgiones prodotti in questo modo vengono chiamati culurgiones cosiusu, cioè "culurgioni cuciti", per differenziarli appunto da quelli a raviolo che a Ulassai vengono chiamati "a tenda".

## Curiosità
- Nel paese di Ulassai sino agli anni '60 la tradizione voleva che i culurgiònes venissero consumati esclusivamente il giorno dei morti, Sa di' de sos mortus, il 2 novembre.[3]
- In tutta l'Ogliastra e nei paesi di Sadali e Esterzili della Barbagia di Seulo i culurgionis (culurxonis, culurgiònis o culingiònis) sono considerati non un semplice alimento, ma un dono prezioso, segno di stima, di rispetto ed amicizia. Venivano preparati per ricorrenze particolari come il ringraziamento alla fine del raccolto del grano, per ricordare ed onorare i morti, il giorno della commemorazione dei defunti a novembre con il grasso ovino (culurgiòni de ollu de seu), per festeggiare il carnevale a febbraio con lo strutto (culurgioni de ollu de procu). Sa spighitta, la tipica chiusura dei culurgionis, simboleggia il grano e propizia la nuova annata agraria a fine agosto. Per tradizione venivano anche considerati amuleti che proteggevano la famiglia dai lutti.